# كأس سويسرا 2012–13
كأس سويسرا 2012–13 هو الموسم 88 من كأس سويسرا. أقيم خلال الفترة 28 يوليو 2012 وحتى 20 مايو 2013، وأشرف على تنظيمه اتحاد سويسرا لكرة القدم، وكان عدد الأندية المشاركة فيه 64، وفاز فيه نادي غراسهوبر زيوريخ.